# 尼伊·兰普提
尼伊·兰普提（Nii Odartey Lamptey，1974年10月10日—），是一名已退役的加纳足球运动员，曾效力于中国足球俱乐部山东鲁能泰山。他于1992年巴塞罗那奥运会上代表加纳队获得男子足球铜牌。